# SH930W
AQUOS PHONE SH930W（アクオス フォーン エスエイチ930ダブリュー）は、シャープによって開発されたスマートフォン。OSはAndroid 4.1を搭載している。世界初のシャープのフルHDディスプレイを搭載したスマートフォンです。
ロシアで11月17日に発売されたのを皮切りに、香港、台湾 でも発売され、2013年2月にはタイでも発売開始した。
日本では現在通常流通しておらず、香港便等による輸入で入手できる。